# Keiko Miyajima
Keiko Miyajima, född 24 september 1965 i Omiya, är en japansk före detta volleybollspelare.
Miyajima blev olympisk bronsmedaljör i volleyboll vid sommarspelen 1984 i Los Angeles.